# Сирадзе, Карл Синоевич
Карл Синоевич Сирадзе (1896 год, село Клдеети, Шорапанский уезд, Кутаисская губерния, Российская империя — неизвестно, село Клдеети, Зестафонский район, Грузинская ССР) — звеньевой колхоза имени Микояна Зестафонского района, Грузинская ССР. Герой Социалистического Труда (1949).

## Биография
Родился в 1896 году в крестьянской семье в селе Клдеети Шорапанского уезда. С раннего возраста трудился в сельском хозяйстве. В послевоенные годы трудился звеньевым в колхозе имени Микояна (позднее — колхоз села Алаверди) Зестафонского уезда.
В 1948 году звено под его руководством собрало в среднем с каждого гектара по 75,3 центнеров винограда шампанских вин на площади 10 гектаров. Указом Президиума Верховного Совета СССР от 9 августа 1949 года удостоен звания Героя Социалистического Труда за «получение высоких урожаев винограда в 1948 году» с вручением ордена Ленина и золотой медали «Серп и Молот» (№ 4374).
Этим же Указом званием Героя Социалистического Труда были также награждены труженики колхоза имени Микояна Зестафонского района Илья Захариевич Гачечиладзе, Ведий Георгиевич Квантришвили, Георгий Архипович Квантришвили, Григорий Гедеонович Квантришвили, Николай Афрасионович Квантришвили, Пётр Леванович Квантришвили и Евгений Ермолаевич Чанкветадзе.
После выхода на пенсию проживал в родном селе Клдеети Зестафонского района. С 1968 года — персональный пенсионер союзного значения. Дата смерти не установлена.